# Johannes Caesarius
Johannes Caesarius (* um 1468 in Jülich; † Dezember 1550 in Köln) war ein Humanist und Arzt zu Beginn der Neuzeit.

## Leben
Caesarius studierte seit 1491 an der Universität Köln und  setzte später seine Studien in Paris und Rom fort. Er  wurde 1498 in Köln zum Magister promoviert. Danach war er als Privatlehrer u. a. des Grafen Hermann von Neuenahr (1492–1530) tätig und unternahm mit ihm Reisen nach Rom, Bologna und Ferrara, wo er seine Studien des Griechischen fortsetzte.
Er wirkte seit 1510 in Köln, seit 1513 in Münster als Griechischlehrer, wurde dann am 12. Oktober 1513 in Siena zum Dr. med. promoviert und praktizierte vorübergehend, zumeist in Köln, als Arzt. Später setzte er seine Lehrtätigkeit als Latinist und Gräzist in Mainz (1524, 1529), Leipzig (1527) und Moers (1546) fort und wurde durch seine Lehrbücher zur Grammatik und Rhetorik bekannt. Zu den Schülern von Caesarius, der u. a. mit Philipp Melanchthon einen ausgedehnten Briefwechsel pflegte, gehörten Petrus Mosellanus und Agrippa von Nettesheim.